# Медресе Истеза
Медресе Истеза (Мухаммад Наби) (узб. Iste'za madrasasi, Muhammad Nabi madrasasi) — медресе в историческом центре Бухары (Узбекистан), воздвигнутое в 1909 году при узбекском правителе Абдулахад-хане (1885–1910) на средства богатого денауского землевладельца (дехкан) и торговца каршинским паласом — Мухаммадом Наби. Расположено на улице им. Ходжи Порсо махалли «Кукалдош».
Архитектурный памятник входит в «Национальный перечень объектов недвижимости материального культурного наследия Узбекистана». В настоящее время является объектом туристического сервиса.
Государственная программа предусматривала реставрацию медресе в 2011 году.